# 西尾大介
西尾大介（日语：西尾 大介，1959年4月1日—），日本男性動畫導演、製作人。出身於廣島縣三次市。東映動畫所屬。O型血。

## 來歷、人物
修道中學、修道高等學校。與自由播報員山中秀樹是同屆學生，編劇遊川和彥、專欄作家神足裕司則大西尾一屆，歌手吉川晃司則是他的後輩。
立命館大學大學4年級時，西尾從朋友那裡得知並報名參加了東映的招生考試，通過考試後，他於1981年作為第1期研修生加入東映動畫。與他同期的演出家有佐藤順一、貝澤幸男、芝田浩樹、梅澤淳稔、有迫俊彥等。1983年，他在《怪博士與機器娃娃》第128話擔任演出首次亮相。
作為《七龍珠》和《空中大師》的導演，他擅長導演動態戰鬥的表現，同時在《金田一少年之事件簿》等靜態作品中也展現出極高的演出能力。而東映的原創作品《光之美少女》和《光之美少女Max Heart》則以少女動畫中從未見過獨特的徒手拳頭進行對人的戰鬥，生動地描繪了情感的流動和人間戲劇。此外，他還對以性別限制觀眾的營銷表現出強烈的謹慎，整體來看，可以看出他在這部作品中挑戰的同時，也包含了對以往戰鬥和少女作品的強烈批判。他喜歡角色們如何將全力戰鬥作為日常生活的延伸，以及如何將情感注入拳頭。或許正因為如此，在他負責的作品中，經常畫出現代的都市風景。
在《七龍珠》片頭的分鏡中，儘管前輩們對視頻包含歌詞的表現提出了批評，但反應還是不錯的。在《光之美少女》方面，西尾以「不包含不愉快的成分」為座右銘，並希望主角們會全力以赴地進行戰鬥，以傳達角色們的信念。他堅持堅忍的結構，例如禁止喜劇表達、消除方便的女性形象和戲劇、不允許人物用大腿內側站立、禁止倒流等。另外製作方面，尤其是分鏡，他過於講究，因此分鏡寫得很慢也眾所周知。
為關鍵點進行精心佈局和剪接的同時，抑制了易於觀看和接受的點，使接受者不會感到胃部沉重。無論他擔任演出和執導什麼樣的作品，他說他想要傳達的東西都是一致的。

## 參加作品

### 電視動畫
1981年
- 怪博士與機器娃娃 (1981年版)（—1986年，演出）

1986年
- 七龍珠（—1989年，系列導演）[注 1]

1989年
- 七龍珠Z（—1995年，系列導演）[注 2]

1990年
- 七龍珠Z：一夫當關的最終決戰 ～向弗利沙挑戰的Z戰士 孫悟空之父～（系列導演）

1993年
- 七龍珠Z：絕望的反抗!! 殘留的超級戰士·悟飯和特南克斯（日语：ドラゴンボールZ 絶望への反抗!!残された超戦士・悟飯とトランクス）（系列導演）
- 足球風雲（—1994年，系列導演）

1995年
- 空想科學世界（演出）

1996年
- 鬼太郎 (第4作)（—1998年，系列導演）

1997年
- 金田一少年之事件簿（—2000年，系列導演）

1999年
- ONE PIECE（1999年—，演出）

2003年
- 空中大師（日语：エアマスター）[6]（系列導演）

2004年
- 光之美少女（—2005年，系列導演）

2005年
- 光之美少女 Max Heart（—2006年，系列導演）

2006年
- 飛天小女警Z（—2007年，分鏡）

2007年
- Yes！光之美少女5（—2008年，演出）

2008年
- RoboDz 風雲篇（日语：ロボディーズ -RoboDz- 風雲篇）（系列導演）

2012年
- 探險托里蘭托（創意製作人）

2014年
- 金田一少年之事件簿R（製作人）

2016年
- DAYS（OP分鏡）

### 電影動畫
1982年
- 怪博士與機器娃娃：“吼唷唷！”宇宙大冒險（日语：Dr.SLUMP ほよよ! 宇宙大冒険）（助理導演）

1983年
- 怪博士與機器娃娃：吼唷唷！世界一周大賽車（日语：Dr.スランプ アラレちゃん ほよよ!世界一周大レース）（演出助手）
- 我是妙殿下！星塵計劃（日语：パタリロ!#劇場アニメ）（演出助手）

1986年
- 七龍珠：神龍傳說（導演）

1987年
- 七龍珠：魔神城內的睡美人（導演）

1989年
- 七龍珠Z：把我的悟飯還來!!（日语：ドラゴンボールZ (1989年の映画)）（導演）

1990年
- 七龍珠Z：世上最強之人（日语：ドラゴンボールZ この世で一番強いヤツ）（導演）
- 七龍珠Z：地球超級大決戰（導演、分鏡）

1991年
- 七龍珠Z：最強對最強（監修）

1992年
- 七龍珠Z：激鬥!! 100億能量戰士們（日语：ドラゴンボールZ 激突!!100億パワーの戦士たち）（導演）

1994年
- 劇場版 足球風雲（導演）

1996年
- 喀喀喀的鬼太郎 風雲！妖怪城 (1996年電影)（導演）
- 金田一少年之事件簿：歌劇院新殺人事件（導演）

1999年
- 金田一少年之事件簿2：殺戮的深藍（導演）

2001年
- ONE PIECE：發條島的冒險（導演）

2003年
- 銀河生死戀5555（導演）[注 3]

2006年
- 光之美少女Splash Star 心跳★加速♥ 3D電影（導演）

### OVA
1988年
- 哭泣殺神（導演）

1990年
- TOKUMA動畫錄影帶繪本－花一匁 第2話 野貓山（導演）
- TOKUMA動畫錄影帶繪本－花一匁 第5話 草之丞的故事（導演）

1991年
- 3×3 EYES（導演）

2010年
- 最後一戰：光環傳奇（導演）

### 其它
- GANGAN電台（日语：ガンガンラジオ）（第22回嘉賓）
- 流星皇子TOMMY（1994年，特別感謝）
- 七龍珠Z：偉大孫悟空傳說（日语：ドラゴンボールZ 偉大なる孫悟空伝説）（PC Engine／1994年，錄音監督）
- ONE PIECE 偉大航路冒險記（2001年，導演）
- 美食獵人TORIKO 捕獲野蠻人常春藤吧！（2010年，分鏡）
- 富士電視台夢SP 塔摩利×SMAP相信我們的未來！～來自宇宙的挑戰與奇蹟物語～（2011年，製作人）
- 劇場版 HUG！光之美少女♡光之美少女 All Stars Memories（2018年，黑白監修）
- 七龍珠超：超級英雄（2022年，特別感謝）

## 腳註

## 相關項目
- 日本動畫師列表